# Hexatoma gaedii
Hexatoma gaedii là một loài ruồi trong họ Limoniidae. Chúng phân bố ở miền Cổ bắc.